# Grégoire Puel
Grégoire Puel (ur. 20 lutego 1992 w Nicei) – francuski piłkarz występujący na pozycji obrońcy w Le Havre AC.

## Kariera klubowa
Od 2002 szkolił się w szkółce piłkarskiej Lille OSC, od roku 2010 Olympique Lyon. 16 lutego 2013 zadebiutował w drużynie zawodowej OGC Nice na szczeblu Ligue 1. W 2015 przeszedł do Le Havre AC.
| Sezon     | Klub           | Kraj    | Rozgrywki | Mecze | Bramki | Rozgrywki Europy | Mecze | Bramki |
| --------- | -------------- | ------- | --------- | ----- | ------ | ---------------- | ----- | ------ |
| 2009/2010 | Lille OSC      | Francja | CFA       | 16    | 0      | –                | –     | –      |
| 2010/2011 | Olympique Lyon | Francja | CFA       | 18    | 1      | –                | –     | –      |
| 2011/2012 | Olympique Lyon | Francja | CFA       | 6     | 1      | –                | –     | –      |
| 2012/2013 | OGC Nice       | Francja | Ligue 1   | 8     | 0      | –                | –     | –      |
| 2013/2014 | OGC Nice       | Francja | Ligue 1   | 29    | 0      | Liga Europy UEFA | 1     | 0      |
| 2014/2015 | OGC Nice       | Francja | Ligue 1   | 14    | 1      | –                | –     | –      |
| 2015/2016 | Le Havre AC    | Francja | Ligue 2   | 15    | 0      | –                | –     | –      |

Stan na: koniec sezonu 2015/2016

## Kariera reprezentacyjna
W 2013 roku Puel zadebiutował w reprezentacji Francji U-20.

## Życie prywatne
Grégoire jest synem Claude'a Puela.